# Emballonura furax
Emballonura furax es una especie de murciélago de la familia Emballonuridae.

## Distribución geográfica
Es Endémica de la isla de Nueva Guinea y las islas adyacentes de Biak y Yapen.

## Estado de conservación
Se encuentra amenazada de extinción por la pérdida de su hábitat natural.